# Larry Brown (football américain)
Pour les articles homonymes, voir Larry Brown et Brown.
(en) Statistiques sur pro-football-reference
Larry Brown Jr. (né le 30 novembre 1969) est un joueur américain de football américain évoluant au poste de cornerback pour les Cowboys de Dallas et les Raiders d'Oakland entre 1991 et 1998. Il a remporté trois Super Bowls (XXVII, XXVIII, XXX) lors de la dynastie des Cowboys au début des années 1990. Il est principalement connu pour avoir été désigné meilleur joueur du Super Bowl XXX après avoir intercepté deux passes en deuxième mi-temps.